# Науково-популярні видання
Науково-популярне видання — видання відомостей теоретичних та (чи) експериментальних досліджень у галузі науки, культури і техніки, викладених у формі, зрозумілій читачам-нефахівцям.

## Характерні риси
Науково-популярні видання призначені розповідати про наукові знання широким верствам читачів, які не мають спеціальної фахової підготовки, а їхня діяльність не пов'язана з певною науковою галуззю. Хоча авторами таких видань можуть бути науковці, ними також бувають письменники, журналісти, що цікавляться наукою. Зазвичай у науково-популярних текстах вживається якомога менше наукової термінології, пояснення спрощені, супроводжуються багатьма ілюстраціями та прикладами, не описується методологія отримання наукових знань і не наводяться точні посилання на джерела. Виклад тексту індивідуально-авторський, з відступами на пов'язані теми, що сприяють кращому розумінню. Можливе використання експресії, метафор і порівнянь, звернення до читача, структурування тексту за законами сюжету.

## Відомі науково-популярні видання

### Зарубіжні
- Discover
- National Geographic
- Science News
- Id Magazine
- Smithsonian
- Scientific American
- New Scientist
- Cosmos Magazine
- All About Space
- Popular Science[3]

### Українські
- Куншт
- Sci 314[4]

- Локальна історія
- Зелені Карпати
- Світогляд
- Колосок
- Світова географія[5]